# Río Telembí
 (avril 2014).
Le río Telembí est une rivière de Colombie et un affluent du fleuve le río Patía ainsi que du río Guáitara. 

## Géographie
Le río Telembí prend sa source dans le nœud de los Pastos, dans la municipalité de Santacruz (département de Nariño). Il coule ensuite vers le nord puis l'ouest avant de rejoindre le río Patía.
Le río Telembí est aussi un affluent du río Guáitara.

## Histoire
Les Espagnols fondèrent un bourg sur la rive gauche du río Telembí, Santa María del Puerto, actuellement Barbacoas, qui devint le centre de la région. Ce bourg figure dans de nombreux documents sous le nom de Santa María del Puerto de las Barbacoas.